# Cauchois
Pour les articles homonymes, voir Cauchois.
Pour un article plus général, voir Pays de Caux.
Le cauchois est une variété de parler normand utilisée dans le pays de Caux, qui constitue la majeure partie du département de Seine-Maritime.

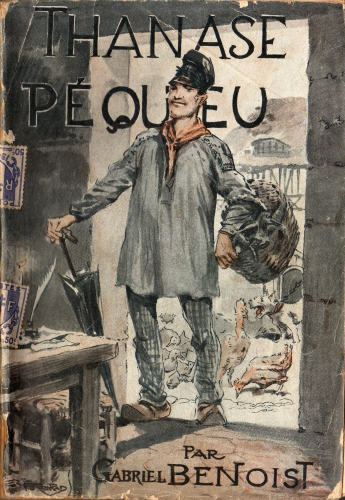
Les Histouères de Thanase Pèqueu, publié à Rouen en 1933.

Le pays de Caux est l'un des derniers bastions de la langue normande en dehors du Cotentin. Le nombre de locuteurs est statistiquement très variable : entre 0,3 % et 19,1 % des habitants de la Seine-Maritime interrogés s'identifient eux-mêmes comme parlant le cauchois.

## Caractéristiques

### Phonétiques
Le cauchois se situe sur le plan dialectal à la fois dans le domaine du grand Ouest et le domaine du Nord-Ouest, tout comme les différents dialectes de Normandie septentrionale.
- le domaine du grand Ouest inclut tous les parlers normands, l'angevin, le gallo (parler non celtique de Bretagne) et  le poitevin-saintongeais (dont le poitevin et le saintongeais, dit aussi charentais)
- le domaine du Nord-Ouest qui ne comprend que le normand septentrional (Seine-Maritime, nord de l'Eure, nord du Calvados, Nord-Cotentin), ainsi que le picard (dont le parler ch'ti) et le wallo-picard, à savoir les régions limitées au sud et au sud-est par la ligne Joret.

#### Traits phonétiques communs au grand Ouest
La différence avec le français standard est surtout perceptible dans le traitement phonétique des voyelles :
- traitement du [e] long et [i] bref latins : ils ont donné une diphtongue [ei] dans le plus ancien français, mais alors qu'elle évoluait vers [wa] dans les dialectes du français central et oriental, à l'ouest la diphtongue s'est monophtonguée en [e] ou [ɛ]

| ouest                 | cauchois            | français              |
| --------------------- | ------------------- | --------------------- |
| mé, té, sé            | mei, tei, sei       | moi, toi, soi         |
| fé, dret, véture      | fei, dreit, veintûe | foi, droit, voiture   |
| neir, pessoun, veisin | neî, pesson, veisin | noir, poisson, voisin |

☞ Le é [e] du grand Ouest a tendance à s'ouvrir en è [ɛ] en cauchois (et au-delà en Haute-Normandie), ce qui explique les différences entre le cauchois et les formes standards du grand Ouest. Cependant, des différences locales persistent au sein même du pays de Caux.
- non-labialisation de [e] derrière labiale.

| ancien français | Ouest (dont cauchois) | Français |
| --------------- | --------------------- | -------- |
| pele            | pêle                  | poêle    |
| avene           | avène                 | avoine   |
| fein            | fein                  | foin     |
| meins           | meins                 | moins    |

#### Traits phonétiques communs au nord ouest
Il s'agit pour l'essentiel de traits consonnantiques communs au nord de la ligne Joret, c'est-à-dire en normand septentrional, picard (sauf partie est) et wallo-picard. On regroupe souvent l'ensemble de ces traits sous l'appellation « normanno-picards » :
- Maintien de /ka/ : cat « chat », vaque « vache » ou évolution quien, quin « chien ».

| nord ouest | picard                       | cauchois                  | Français                         |
| ---------- | ---------------------------- | ------------------------- | -------------------------------- |
| cat        | cat                          | cat                       | chat                             |
| caire      | caïèle (anciennement caïère) | caîe (anciennement caire) | chaise (ancien français chaiere) |
| kêne       | keinne                       | keŷne                     | chêne                            |
| cmin       | kémin                        | cmin                      | chemin                           |
| fauker     | fauker                       | fâoker                    | faucher                          |
| vake       | vake                         | vake                      | vache                            |

☞ Même chose pour /ɔka/ : pouque « pouche » (sac), pouquette « poche (de vêtement) » (l'anglais pocket « poche » est issu du normand) etc.
- « Chuintement » de /s/ : plache « place » ; chouque « souche » ; cache « chasse », etc. Les exemples suivants combinent ce fait avec le fait précédent :

| nord ouest   | picard  | cauchois | Français                             |
| ------------ | ------- | -------- | ------------------------------------ |
| cauche (bas) | cauche  | câoche   | « chausse » (ancien français chauce) |
| canchon      | canchon | canchon  | chanson                              |
| cache        | cache   | cache    | chasse                               |

☞ L'évolution de /w/ en /v/ : vrêpe « guêpe »; vaule « gaule », etc. est notée en Normandie par une isoglosse parallèle à la ligne Joret. En Picardie, la tendance est au maintien du /w/ et au-delà, puisque le maintien de /w/ concerne également le champenois, le bourguignon et le bas-lorrain.

#### Traits phonétiques plus spécifiques au cauchois
Parmi les traits qui distinguent le cauchois d'autres variétés de normand :
- Les terminaisons féminines en -ée sont en -èye. On note quelques exceptions, ex : eune pougnie « une poignée » et anciennement eune cauchie « une chaussée, une route » cf. picard.
- -in- se réalise en -i nasal ou plutôt en -é fermé nasal.
- L'absence d'« aspiration » du h- (d'abord mué en /r/, puis disparu), cependant certains termes conservent /r/ initial.
- La perte de l'intervocalique /r/ (comme dans le Val de Saire), ex : laboûer « labourer », cûé « curé » ou alors son assimilation à la consonne précédente avec laquelle il entre en contact par suite de la chute d'un e sourd, ex : pilîe « pilerie » (moulin à pommes). On peut noter un accent circonflexe sur la voyelle précédente afin de noter la disparition de cet r, ex : veitûe au lieu de veiture, cûé au lieu de curé. Les produits du latin -atura au lieu de faire -eur ou -eu se réalise en -euse peut-être pour faire la distinction avec les produits du latin -or > -eu.
- Une plus forte tendance à la métathèse que dans les dialectes occidentaux, par exemple, Ej au lieu de jé, em au lieu de j'me, ed au lieu de dé, euq au lieu de qué, el au lieu de lé. Frémie pour fourmie, etc.

### Grammaticales

#### Conjugaison
Quelques exemples :
- La première personne du singulier du verbe être : ej sieus
- Le verbe beî (de beire), boire : ej beux, tu beux, etc. (comme deî = devoir)
- Le verbe creî (de creire), croire : ej crei
- Le verbe veî (de veir), voir : ej vèye
- Participe passé des verbes du premier groupe -er en -è : el cûé est arrivè.
- Nos = nous (pronom personnel complément conjoint) ou on
- Ôs signifie « avez-vous ? », ex : L'ôs ouï ? L'avez-vous entendu ?; N'n'ôs ? En avez-vous ? ou le pronom de la deuxième personne dans des phrases interrogatives, ex : Crey-ôs ? Croyez-vous ? (à comparer le jersiais criy'-ous ? et le normand occidental crey-ouos ?); Ven-ôs ? Venez vous ?  (à comparer avec le guernesiais v'n-ous ? et avec le normand ven-ouos ?), etc.

#### Le nombre
Exemples :
- Les substantifs en -è (ancien -el) font leur pluriel en -iâs : eun osè, des osiâs = un oiseau, des oiseaux ; eun coutè, des coutiâs = un couteau, des couteaux, etc.

## Littérature
Il existe des auteurs écrivant en cauchois tels que Gabriel Benoist (auteur de Les Histouères de Thanase Péqueu), Ernest Morel, Gaston Demongé, Maurice Lesieutre et Marceau Rieul. Jehan Le Povremoyne (pseudonyme d'Ernest Coquin) a écrit des histoires du genre mixte de dialogue, comme l'a fait Raymond Mensire.

## Petit lexique
- aboli : abattu (au sens figuré)
- abrier : abriter, protéger[4]
- acanté : avec, ensemble, en même temps[5]
- (s')accouver : s'accroupir
- amouhocque : bouton d'or (fleur) anthemis cotula[6]
- attincher : agacer, exciter[7]
- bailler : tomber[8]
- banque : talus peu élevé[9].
- barbouquet : herpès des lèvres[10]
- barre : barrière
- becquémiette : petit mangeur sans appétit
- besson : boisson[11]
- bessonner : boire trop[12]
- bésot ou bézot : dernier enfant né, fréquentatif de beddrot « dernier né d'une couvée » ou peut-être mauvaise graphie pour *baisot, du verbe baiser (dans son sens vulgaire, par euphémisme de s'accoupler) + suffixe diminutif / péjoratif -ot, d'où le féminin bésotte. Le bésot étant le fruit de l'acte amoureux.
- bind : nœud en forme de 8[13]
- blèque : blet, blette, n'est pas une altération phonétique du français[14]
- boujou : bonjour, au revoir[15]
- Bru : belle-fille, jeune mariée[16]
- Bruman : nouveau marié, gendre[17]
- busoquer : être occupé à des travaux sans utilité
- cache : la chasse
- cacher : chasser, enfoncer (un clou), aller vite, pousser devant soi.
- cailleu : caillou
- calimachon : escargot, d'où calimachonneux : chiffonné ; mot à mot « limaçon à coquille » cf. français, (escalier en) colimaçon.
- camucher : cacher
- capleuse, carpleuse : chenille, cf. ancien français chatepelose et anglais caterpillar.
- canne : cruche à cidre[18]
- chicard : morceau de falaise qui se détache
- chouler : jouer à la choule.
- coinquer : pleurer (enfants), crier, grincer.
- crèque : prune sauvage[19].
- dalle : évier[20]
- d'chend : descendre, avoir beaucoup plu « cha a rien d'chendu »
- déjouquer, déjuquer : faire descendre de son perchoir, faire lever de son lit
- démucher : découvrir
- diguer : piquer, planter
- digonner : taquiner, piquer, essayer de débloquer avec un « digon »[21]
- douchiner : dorloter, cajoler. dérivé de doux, douche : doux / ce.
- dragie : dragée
- écliche : petite seringue
- eud : de
- eul : le
- éluger : fatiguer, ennuyer, excéder
- enraquer : embourber
- entoupiner : enjôler, enchevêtrer
- épléter : se dépêcher; éplet : grande activité. « Il est d'éplet »
- étivoquer : taquiner
- étruque : écharde
- falle : peau qui pend à la gorge, plastron d'une chemise; défallèye : décolletée; fallu : nigaud[22]
- fau, faule : gai, gaie, joyeux, joyeuse
- ferme : rassis (en parlant du pain)
- feurre : paille pour couvrir en chaume[23]
- fieu : fils, garçon
- fossé : talus
- foutinette : grog au calvados
- frémi : fourmi.
- garde, gade : groseille à confiture ; guerdelle, gradelle : petite groseille ; gadelier ou gradelier ou gardier : groseillier[24]
- gaviot : gorge, gosier[25]
- gernotte : terre-noix[26]
- glajeu : glaïeul
- griller : glisser, patiner[27]
- haguer : hacher en petits morceaux ; haguignoler : même sens
- hanter : fréquenter, faire la cour. Terme normand passé en français.
- harengueux : bateau de pêche au hareng
- incamot : intelligence
- incuit : saignant (en parlant de la viande cuite)
- itou : aussi (expressions : mei itou, tei itou : moi aussi, toi aussi)
- jougler : gambader
- juquer : jucher, percher
- lachet : lacet, cordon
- lapider : fatiguer, importuner
- machu : têtu
- malaucœuheux : nauséeux (avoir « mal au cœur »), prétentieux (Yport)
- maquè : 1- mangé 2- ruiné
- mauve : goëland, mouette[28]
- miner : énerver, lasser
- mouque à miè : abeille
- mucher : cacher; muche : cachette. cf. ancien français muscier écrit aussi mucier
- mucre : humide ; mucreur : humidité, brouillard ; ramucrir : humecter[29]
- neyer : noyer
- niaunt : niais, sot
- nune part : nulle part
- ongue : ongle
- parer : peler
- pain de beurre : motte de beurre
- parlaunt : affable
- picot : dindon, cf. l'anglais peacock, paon.
- piau : peau
- piè de suc : morceau de sucre
- pèque : pêche, autre sens : taloche, calotte (petit coup sur la tête).
- pequeu : pêcheur
- poulot : bébé
- pouque : sac
- quemin : chemin
- quien : chien
- qui que.. : qu'est-ce que..
- racacher : ramener, rabattre[30]
- raller (s'en) : s'en retourner[31]
- ravisé : dernier né longtemps après le précédent, synonyme de bézot.
- renè : 1-fossé, ou 2-ravine (renelle)[32]
- râler : tirer, prononciation cauchoise de haler (cf. haler une péniche), ancienne prononciation de [H] réalisé avec une forte expiration comme en Cotentin et réduit à /r/[33]
- rimer ou blanc-rimer : geler blanc[34]
- sâas : ivre, saoul[35].
- sanger : changer, se modifier, probablement hypercorrectisme par rapport au chuintement de [s] en cauchois. Le français changer est perçu fallacieusement comme dialectal, d'où correction en sanger, alors qu'on attendrait *canger selon les lois de la phonétique normanno-picarde, mot issu du gallo-latin CAMBIARE.
- sape (écrit souvent sap) : sapin, bois blanc
- sentibon : parfum[36]
- séquer : sécher
- su : amer, acide ; ex. : Maque pas iquette neffe, al'est sue (« Mange pas cette nèfle, elle est amère ») = français sur « amer ».
- super : aspirer (un liquide)
- su(r)ir : rancir ; su(r)elle : oseille
- tale-à-pavé : serpillère
- tatonier : tatillon
- teurdu : tordu
- tigonner ou digonner (cf. ci-dessus) : bricoler en tripotant
- tierre : longue chaîne servant à attacher les animaux en pinchon ; d'où les verbes : entierrer ; détierrer, mette au tierre [37]
- touser : tondre
- treuler : péter longuement
- vaque : vache
- va-t'o : va !
- vatte : boue
- vésillant : vif, remuant, (cidre) pétillant.
- viper : pleurer, cf. anglais to weep.
- voui : oui

## Expressions et tournures de phrases
- I m'fait apôs : il me manque
- Baignes-tu : te baignes-tu ?
- Béser la pue : avoir peur
- Y a d'la lie dauns la campleuse : « Il y a de la lie dans la champlure » pour se moquer de quelqu'un qui cherche ses mots
- Ch' est eun bon gars mas i s'néyerait dauns sa roupie : C'est un bon garçon, mais il se noierait dans sa morve, c'est-à-dire pas très intelligent
- Ch'est rien ben : C'est vraiment bien
- Eune vaque qu'a eune bonne pétite coduite : « une vache qui a une bonne petite conduite », c'est-à-dire qui a un bon comportement, une bonne santé
- Euj sieus aussi fidèle qu'eul quien l'est au berquier : Je suis aussi fidèle que le chien l'est au berger
- I ya de l'èbe[38] : c'est la marée basse
- I ya du flot : c'est la marée haute
- I ya du fu dauns la qu'minèye : Il y a du feu dans la cheminée
- Ichite : ici
- I commenchait à ête chargè à drié : Il commençait à être passablement énivré
- Il est grédi d'ergent : il a plein d'argent
- Eul marcou ou l'mâle cat : le matou
- La plache du menteux : « la place du menteur », c'est-à-dire le bout de la table
- Mei itou : moi aussi ; mei n'tou : moi non plus
- Eul pâlé paquant : le parler cauchois
- Quitte cha la : laisse ça là; quitte mei aller : laisse moi y aller
- Rémouque les chendres du fu : remue les cendres du feu
- Eun teur y mit au deigt : Il lui mit un anneau / une alliance au doigt
- Racaloue-mei la fourque : relance-moi la fourche !
- R'tye-tei d'ma veie : retire-toi de ma voie
- Tout l'monde s'y tue : Tout le monde y va car c'est trop bien
- Tiyer la vaque : traire la vache
- Tracher des poux à eun vieuillard : chercher le moindre motif pour se quereller
- Travailleu comme pièche : travailleur comme personne
- Sen bien teumbe en démence : ses affaires tombent en ruine
- J'm'en voige : je m'en vais
- Vas pucher d'l'iaue : vas puiser de l'eau
- Nos diait l'bon diu en culotte eud v'lou qui vos d'chend dans l'gaviot : On dirait l'bon dieu en culotte de velours qui vous descend dans la gorge (en parlant d'un alcool)
- Vi-t-en vé ! : viens voir !
- V'la oco que l'quien, i pouche su sa caïne : voila encore le chien qui tire sur sa chaine
- I piu di chui : il pleut des seaux